# Château de Neuville-en-Condroz
Pour les articles homonymes, voir Château de Neuville.
Le château de Neuville est situé à Neuville-en-Condroz, une section de la commune belge de Neupré, dans la province de Liège, en région wallonne.

## Historique
La seigneurie de Neuville-en-Condroz a appartenu aux Donmartin, puis à partir du XVe siècle aux Warnant de Warfusée. Il passa, par héritage, aux comtes de Lannoy-Clervaux au XVIIIe siècle, puis aux Tornaco au XIXe siècle.

## Galerie

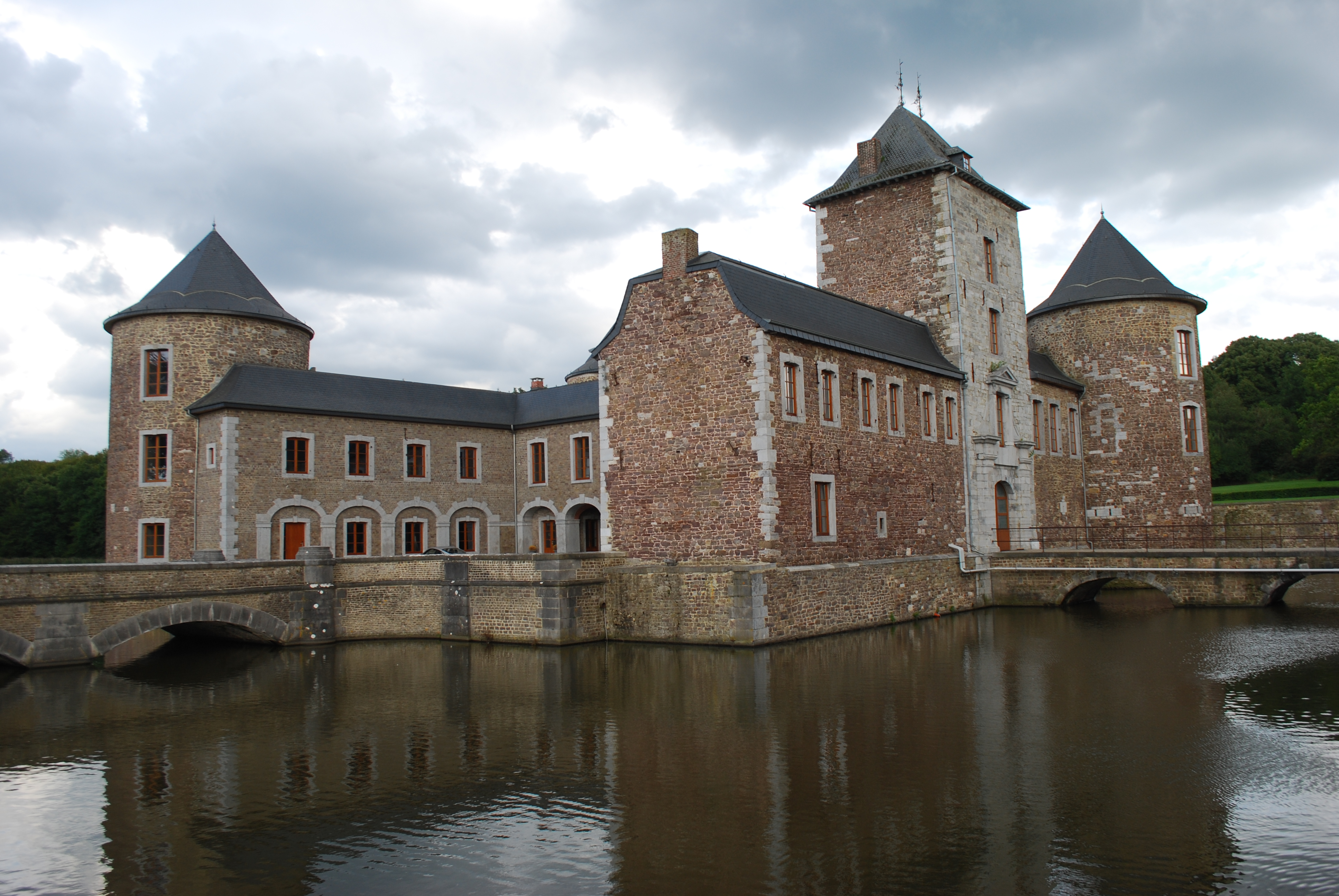
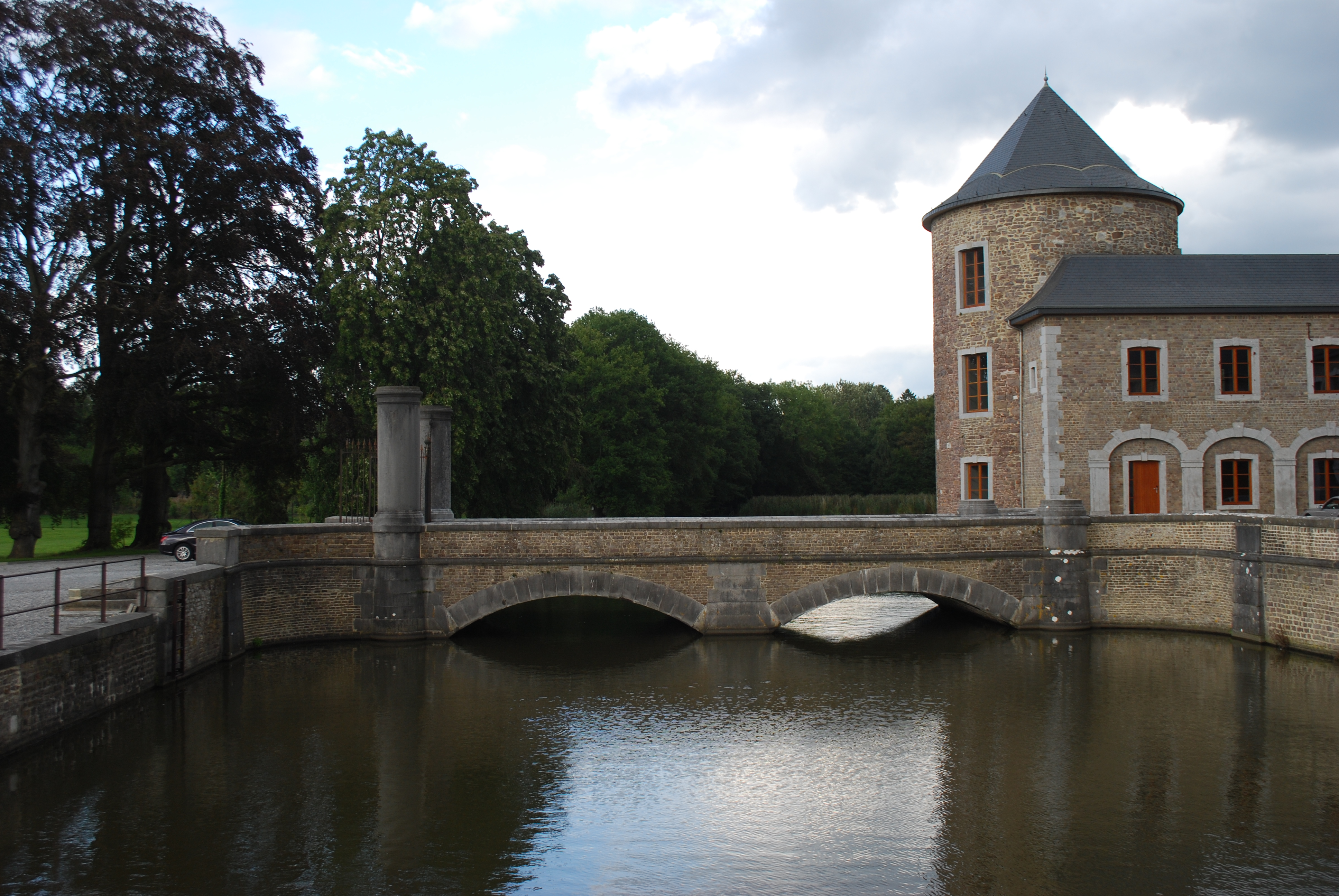
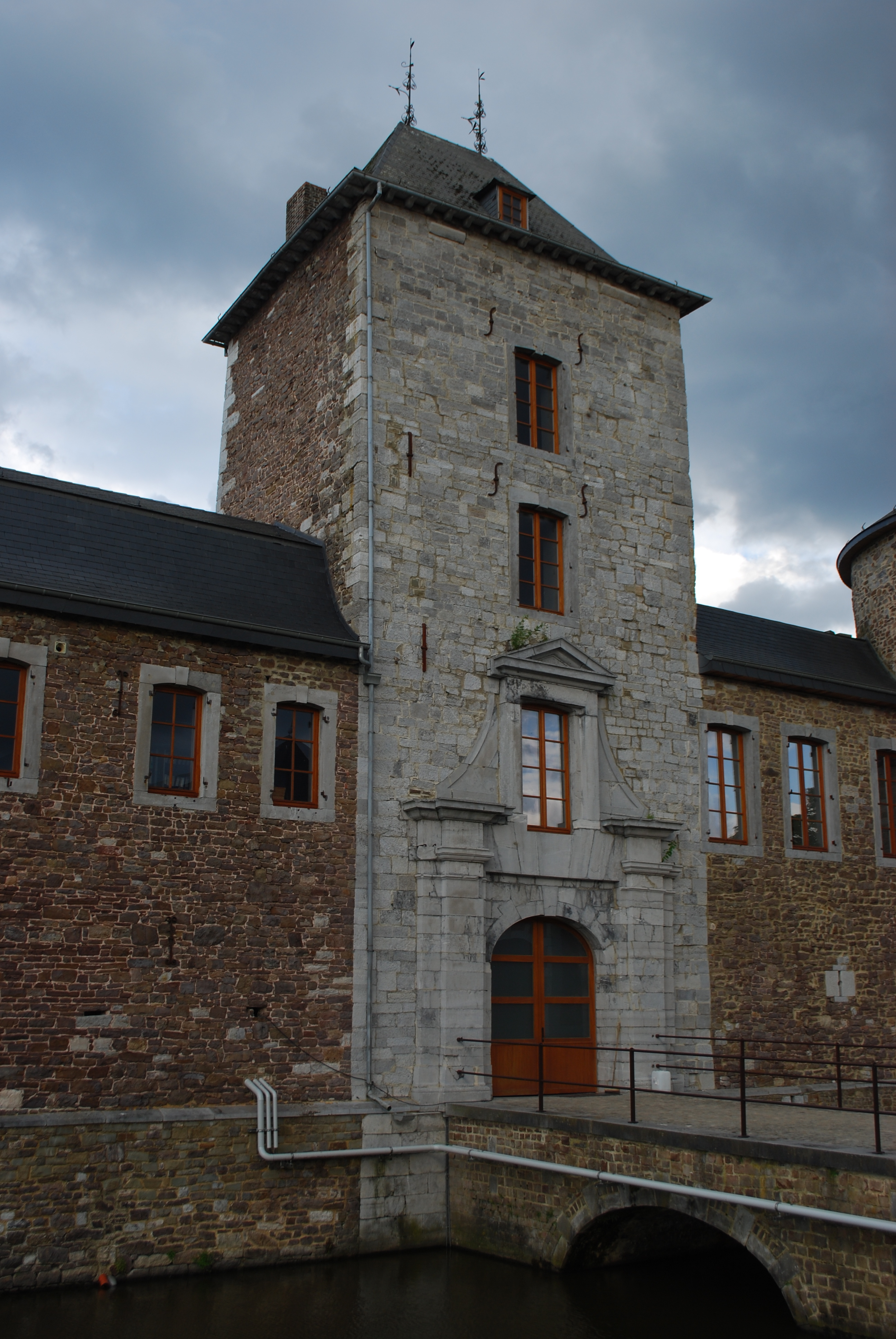
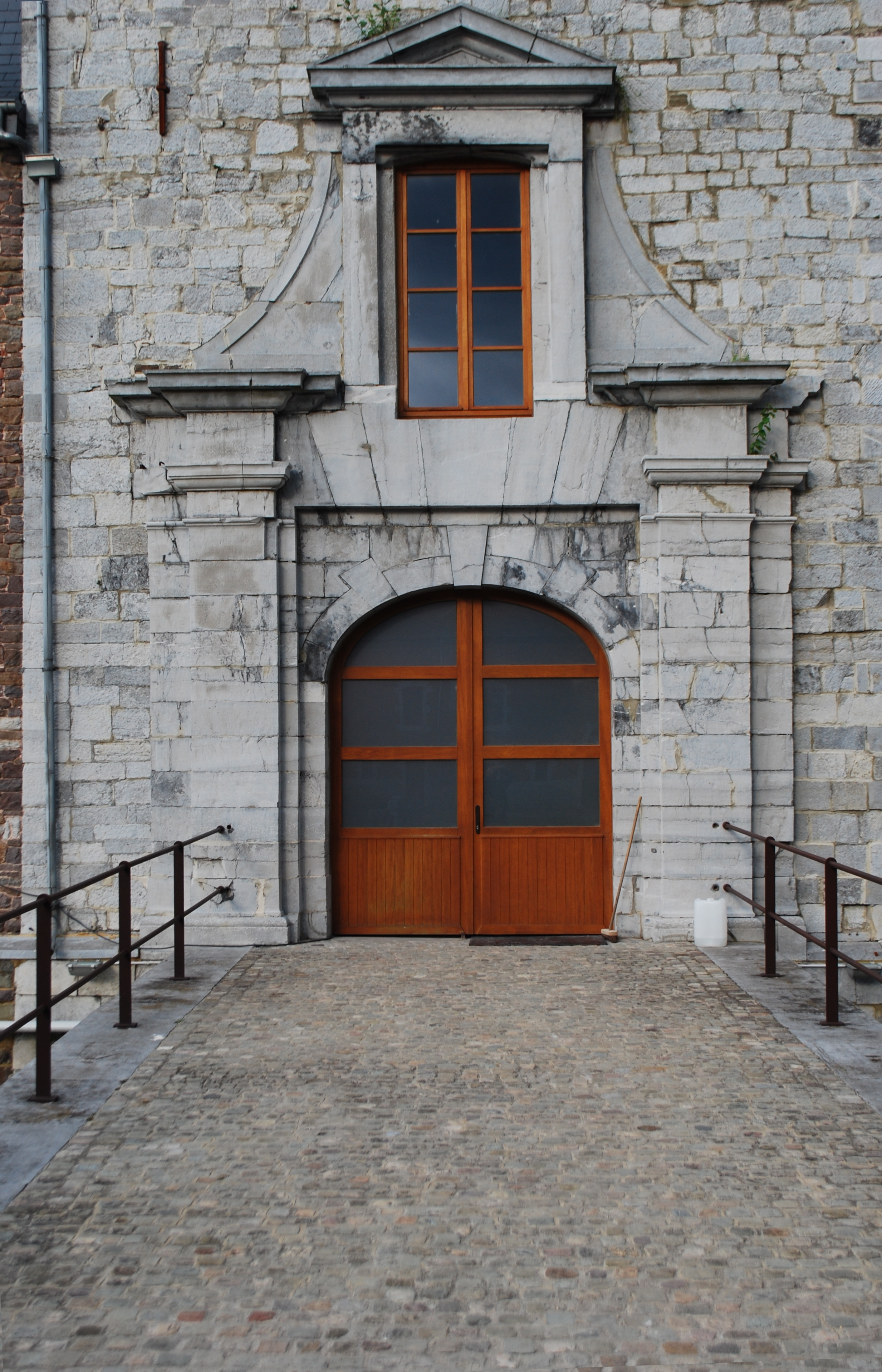
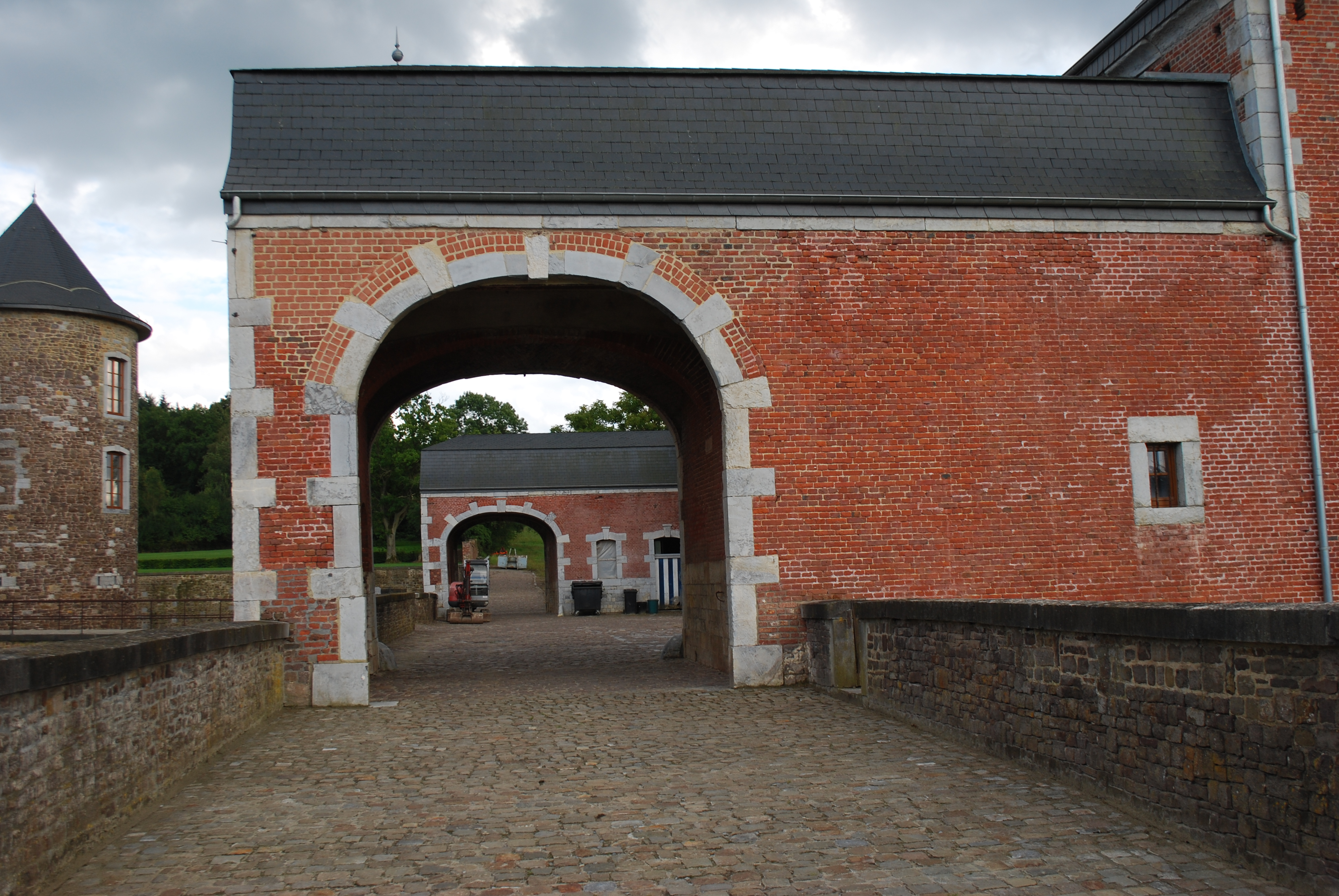
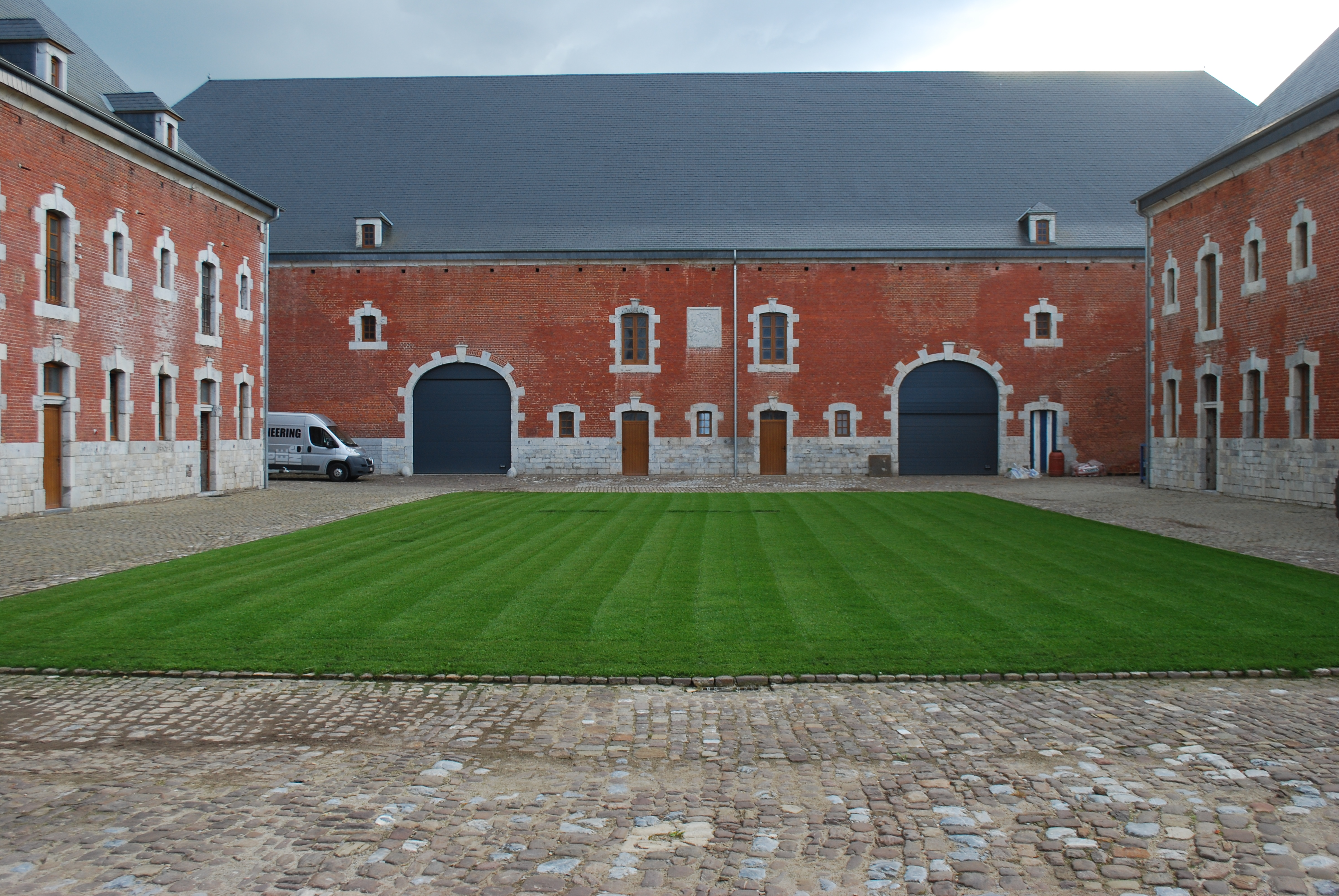
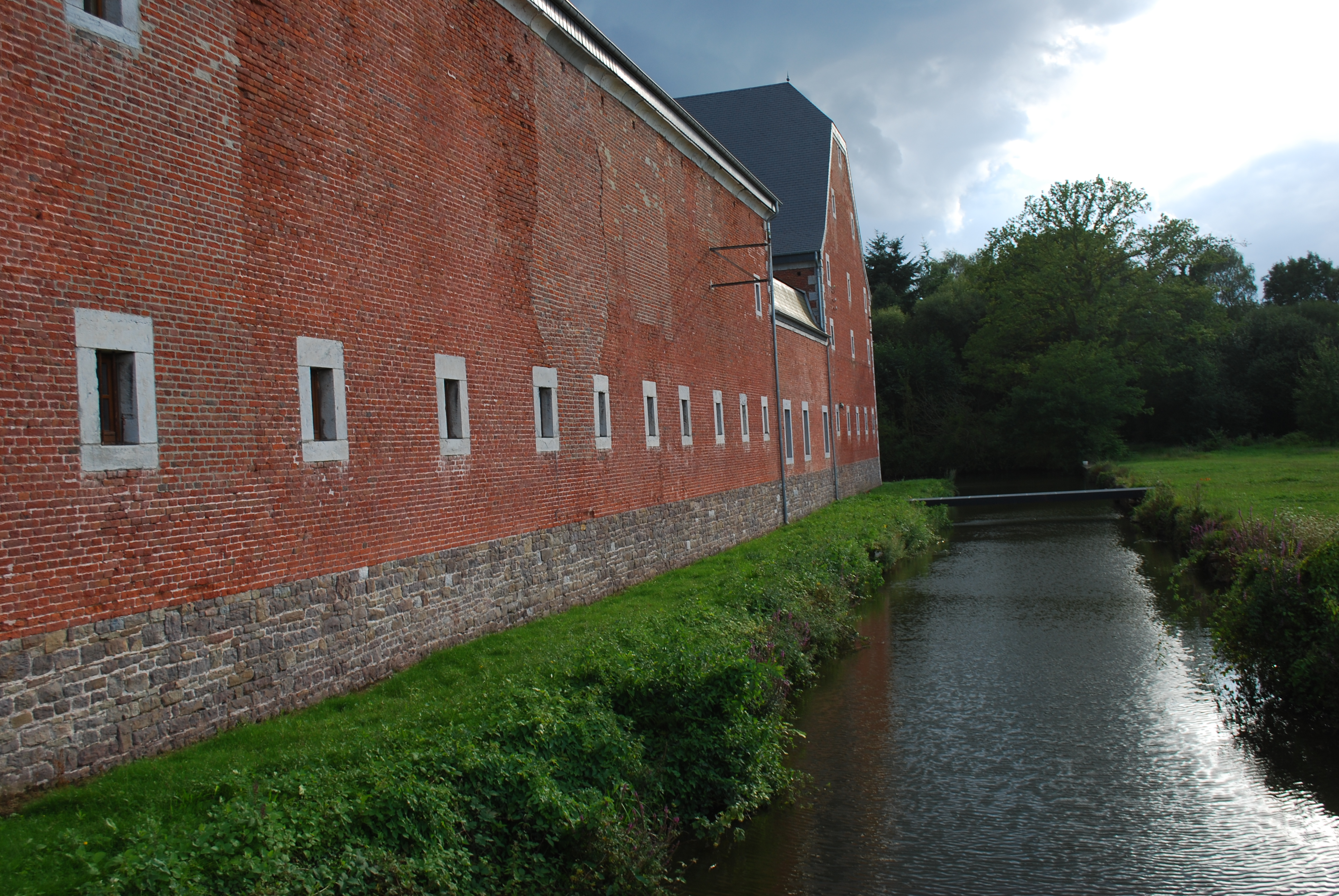